# Alexandra Shevchenko
Alexandra Shevchenko (em ucraniano:  Олександра Шевченко) (24 de abril de 1988) é uma feminista ucraniana. Uma das fundadoras e membro importante do grupo de protesto FEMEN que regularmente estampa manchetes de jornais no mundo inteiro através de mulheres fazendo topless em locais públicos para mostrar sua insatisfação com o patriarcado, indústria do sexo, ditadura e religião. Shevchenko nasceu e cresceu em Khmelnytskyi na Ucrânia.